# Bankpakke 1
Lov om finansiel stabilitet eller mere populært bankpakke 1 blev vedtaget den 10. oktober 2008 i forbindelse med finanskrisen. Bankpakken løb over 2 år og havde til formål at sikre tilliden til danske pengeinstitutter.
Med bankpakke 1 udstedte den danske stat en 2-årig garanti for alle indlån og simple fordringer i de danske pengeinstitutter, som er medlemmer af Det Private Beredskab. Med loven stiftedes det statslige aktieselskab Finansiel Stabilitet, der har til opgave at overtage forpligtelserne i nødlidende pengeinstitutter.
For at deltage i garantiordningen betaler pengeinstitutterne en provision på 15 mia. kr. til staten. Pengeinstitutterne garanterer også med 20 mia. kr. for tab ved afvikling af nødlidende pengeinstitutter. Den samlede betaling udgør mellem 15 og 35 mia. kr. og afhænger af hvor store tab, der opstår ved afvikling af nødlidende pengeinstitutter i Det Private Beredskab.
Den ulimiterede statsgaranti i henhold til lov om finansiel stabilitet udløb den 30. september 2010. Herefter er indlån dækket af Indskydergarantifonden.
Indskydergarantifonden dækker kunders navnenoterede, kontante indlån i pengeinstitutter med op til 100.000 € per indskyder. Det svarer til ca. 750.000 kr. Heri fradrages indskyderens eventuelle lån og andre forpligtelser over for instituttet. En række særlige indlån dækkes fuldt ud og uden fradrag. Det gælder blandt andet pensionsopsparing.

## Fordeling af pengene
De op til 35 milliarder kroner, som bankerne skal indskyde i forbindelse med bankpakke 1, fordeler sig således:
- 7,5 mia. kr. årligt i to år i "forsikringspræmie". Disse penge går direkte i statskassen, hvis der ikke siden bliver brug for dem.
- Op til 10 mia. kroner til dækning af forpligtelser i nødlidende banker. Ved udgangen af 2009 var disse forpligtelser opgjort til 5,8 mia. kr.[3]
- Op til yderligere 10 mia. kr. til dækning af forpligtelser i nødlidende banker, såfremt disse måtte overstige de 25 mia. kr., der udgøres af de to ovenstående beløb.

Staten dækker forpligtelser i nødlidende banker udover de 35 mia. kr. Derudover har staten under finanskrisen haft et tab på Roskilde Bank, der ved udgangen af 2009 var opgjort til 6,6 mia. kr.

## Ekstern henvisning
- Lov om finansiel stabilitet